# Ravne pri Zdolah
Ravne pri Zdolah so naselje v Občini Krško.